# Mary McCarthy
Mary Therese McCarthy, född 21 juni 1912 i Seattle i Washington, död 24 oktober 1989 i New York, var en amerikansk författare.

## Biografi
McCarthy blev föräldralös vid sex års ålder när båda hennes föräldrar dog i den stora influensaepidemin, spanska sjukan, 1918. Hon och hennes bröder växte upp under mycket svåra förhållanden hos deras katolske fars föräldrar i Minneapolis, Minnesota, omhändertagna av en farbror och faster som hon minns för hård behandling och övergrepp. När situationen blev ohållbar, flyttades hon till sina morföräldrar, Preston i Seattle.
Under förmyndarskap av Prestons, studerade McCarthy på Forest Ridge School of Sacred Heart i Seattle, och fortsatte med att ta examen från Vassar College i Poughkeepsie, New York, 1933.
Under 1940-talet och 1950-talet blev hon en liberal kritiker av både McCarthyism och kommunismen. Hon fortsatte sitt engagemang för liberala kritik av kultur och makt till slutet av sitt liv. Hon motsatte sig Vietnamkriget på 1960-talet och bevakade Watergateskandalen i utfrågningar under 1970-talet. Hon besökte Vietnam ett antal gånger under Vietnamkriget.
Intervjuad efter sin första resa där, förklarade hon i brittisk TV att det inte fanns ett enda dokumenterat fall där Viet Cong medvetet dödat en sydvietnamesiska kvinna eller barn och hon skrev positivt om Viet Cong.

## Hedersbetygelser
McCarthy tilldelades 
- Horizon-priset 1949,
- Guggenheim-stipendier 1949 och 1959,
- medlemskap av National Institute of Arts and Letters,
- medlemskap av American Academy i Rom.
- år 1973 fellowship till American Academy of Arts and Sciences,
- National Medal for litterature och Edward MacDowell- medaljen 1984.

McCarthy var hedersdoktor vid flera högskolor och vid  Syracuse University, The University of Maine at Orono, The University of Aberdeen, och University of Hull.

## Författarskap
McCarthy skrev sin första roman, The Company She Keeps (...och jag skall säga vem du är), som trettioåring. Flera av hennes romaner undersöker det amerikanska samhället på djupet, som till exempel The Groves of Academe (1952), där hon beskriver häxjakten på misstänkta kommunistsympatisörer under McCarthyeran. Hennes mest kända roman är förmodligen The Group (1963; Gruppen), där hon berättar om åtta kvinnor och deras karriärer efter collegetiden.